# Haskalà
L'Haskalà o il·lustració jueva (en hebreu: השכלה, "il·lustració, "educació", de sekhel, "intel·lecte", "ment") va ser un moviment filosòfic i reivindicatiu del jueus europeus els segles XVIII i xix. Defensava l'adopció de les valors de la Il·lustració, advocant per una millor integració dels jueus dins la societat europea i una major educació en estudis seculars, l'idioma hebreu i la història dels jueus. En aquest sentit, va marcar l'inici d'un major compromís dels jueus europeus amb el món secular, donant peu als primers moviments polítics jueus de la modernitat i la lluita per l'emancipació jueva. La divisió moderna de la comunitat asquenazita en diferents moviments religiosos o denominacions, especialment als EUA i Europa, va començar històricament com a reacció a l'Haskalà.
L'"Haskalà primerenca" va néixer en diferents llocs d'Europa, com Galítsia, prop de Lviv (Ucraïna), a la regió històrica de Podíl·lia (Ucraïna) o al voltant de Xklow (Belarús), principalment a la segona meitat del segle xvii. L'anomenada "Haskalà de Berlín", que es nodrí de les bases assentades per la primerenca, va néixer més tard (a partir del 1780) a Alemanya, on es desenvolupà fonamentalment al voltant de la figura de Moisès Mendelssohn (1729–1786), màxim exponent de la filosofia jueva a l'edat moderna, però també a les figures d'Aaron Halle-Wolfssohn (1754–1835) i Josef Perl (1773–1839). Els defensors d'aquest corrent s'anomenaven els maskilim (משכילים, els "il·lustrats").